# Lorenz Hess

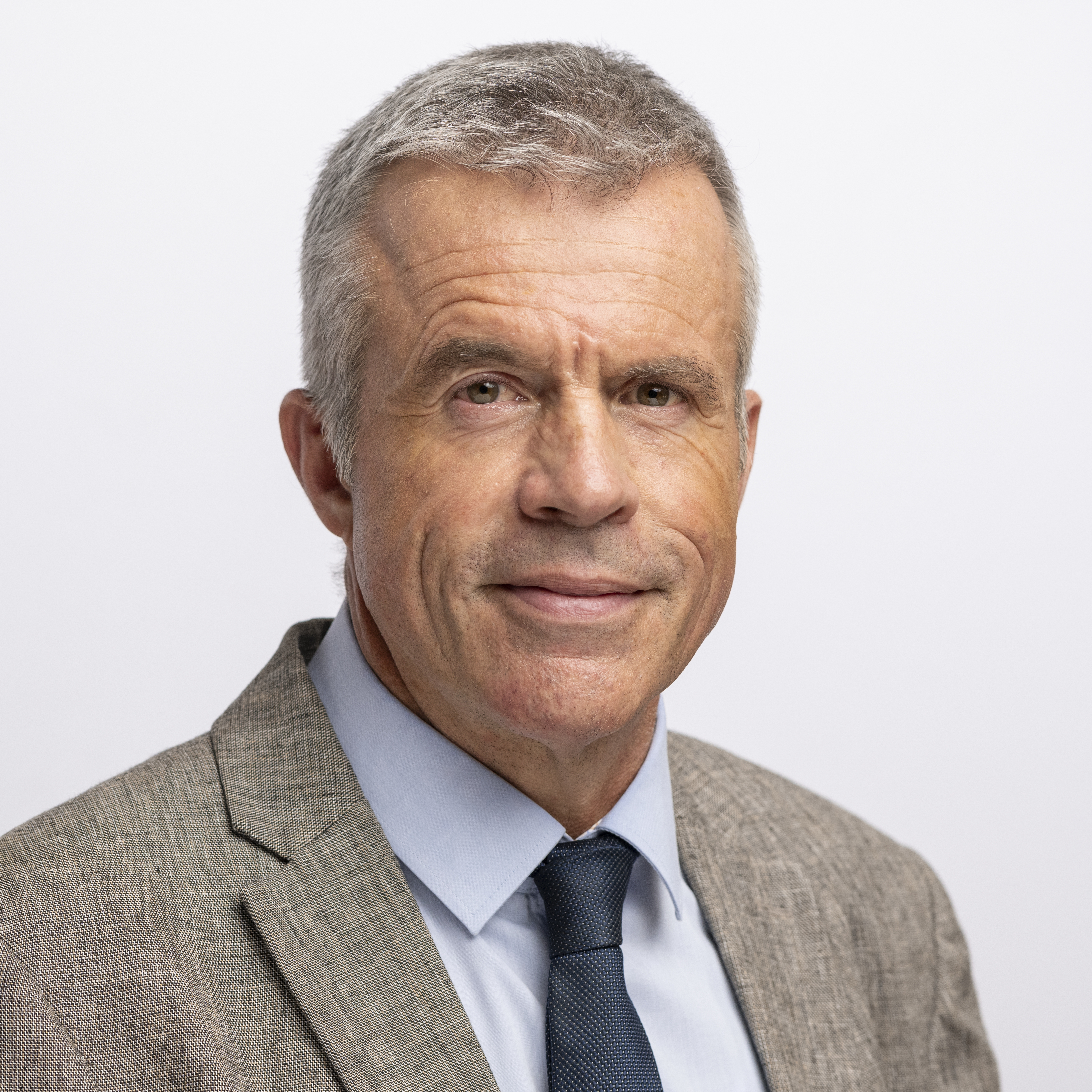
Lorenz Hess (2023)

Lorenz Hess (* 28. Juni 1961 in Bern; heimatberechtigt ebenda) ist ein Schweizer Politiker (Die Mitte, vormals BDP, zuvor SVP).

## Leben

### Beruf
Hess arbeitete von 1990 bis 1994 bei der Stadtpolizei Bern (heute Kantonspolizei Bern) als Informationschef. Anschliessend war er Leiter Kommunikation beim Bundesamt für Gesundheit (BAG). Bei Burson-Marsteller Schweiz AG war Hess Mitglied der Geschäftsleitung in der Funktion Leiter «Health Care und Life Sciences». Ab 2005 stieg er in die Geschäftsleitung von Stoll-Traber und Partner (PR Werbung und Kommunikation) ein. 2007 wurde er Mitinhaber der Firma (neu: Stoll Hess und Partner AG). Stoll und Hess verkauften die Firma im Jahr 2015. Hess gründete die Firma Hess Advisum GmbH.
Im Jahr 2022 wurde er Verwaltungsratspräsident der Brauerei Albert Egger.

### Politik
Hess wurde im Jahr 2000 in den Gemeinderat (Exekutive) der Gemeinde Stettlen gewählt. Von Sommer 2001 bis Ende 2023 war er Gemeindepräsident. Im Juni 2002 wurde er als SVP-Mitglied in den Grossen Rat des Kantons Bern gewählt. Dort hatte er Einsitz vom Juni 2002 bis November 2011; seit Mitte 2008 als BDP-Mitglied. Bei den Schweizer Parlamentswahlen 2011 wurde er in den Nationalrat gewählt; in den Wahlen 2015, 2019 und 2023 wurde er wiedergewählt.  Er ist seit 2011 Mitglied der Kommission für soziale Sicherheit und Gesundheit (SGK); von 2015 bis 2023 gehörte er der Gerichtskommission der Vereinigten Bundesversammlung (GK) an. Zudem ist er Präsident der 2013 auf Initiative der Getränkehersteller gegründeten Informationsgruppe / Lobbygruppe für Süssgetränke IG Erfrischungsgetränke. Hess ist Co-Präsident der Parlamentarischen Gruppe Pflege und der Parlamentarischen Gruppe Jagd und Biodiversität und im Vorstand Spitex Schweiz. Zudem ist er Mitglied im Beirat der Schweizer Paraplegiker-Stiftung Nottwil, im Beirat Wohnen Schweiz-Verband und in der IG Biomedizinische Forschung und Innovation. Hess ist Präsident des Berner Jägerverbandes und seit 2017 Verwaltungsratspräsident der Visana-Gruppe, seit 2014 Mitglied.
Hess ist verheiratet, Vater von drei Töchtern und lebt in Stettlen. Er ist eidgenössisch diplomierter PR-Berater. In der Schweizer Armee bekleidet er den Grad eines Obersts.